# Mascouche
Mascouche es una ciudad de la provincia de Quebec, Canadá. Es una de las ciudades que conforman la Comunidad metropolitana de Montreal y se encuentra en el municipio regional de condado de Les Moulins y a su vez, en la región administrativa de Lanaudière. Hace parte de las circunscripciones electorales de 	Masson	a nivel provincial y de Montcalm a nivel federal.

## Geografía
Mascouche se encuentra ubicada en las coordenadas 45°45′00″N 73°36′00″O / 45.75000, -73.60000. Según Statistique Canada, tiene una superficie total de 106,64 km² y es una de las 1135 municipalidades en las que está dividido administrativamente el territorio de la provincia de Quebec.

## Demografía
Según el censo de 2011, había 42 491 personas residiendo en esta ciudad con una densidad poblacional de 398,4 hab./km². Los datos del censo mostraron que de las 33 764 personas censadas en 2006, en 2011 hubo un aumento poblacional de 8727 habitantes (25,8%). El número total de inmuebles particulares resultó de 16 290 con una densidad de 40,89 inmuebles por km². El número total de viviendas particulares que se encontraban ocupadas por residentes habituales fue de 15 789.